# Luxe
Pour les articles homonymes, voir Luxe (homonymie).

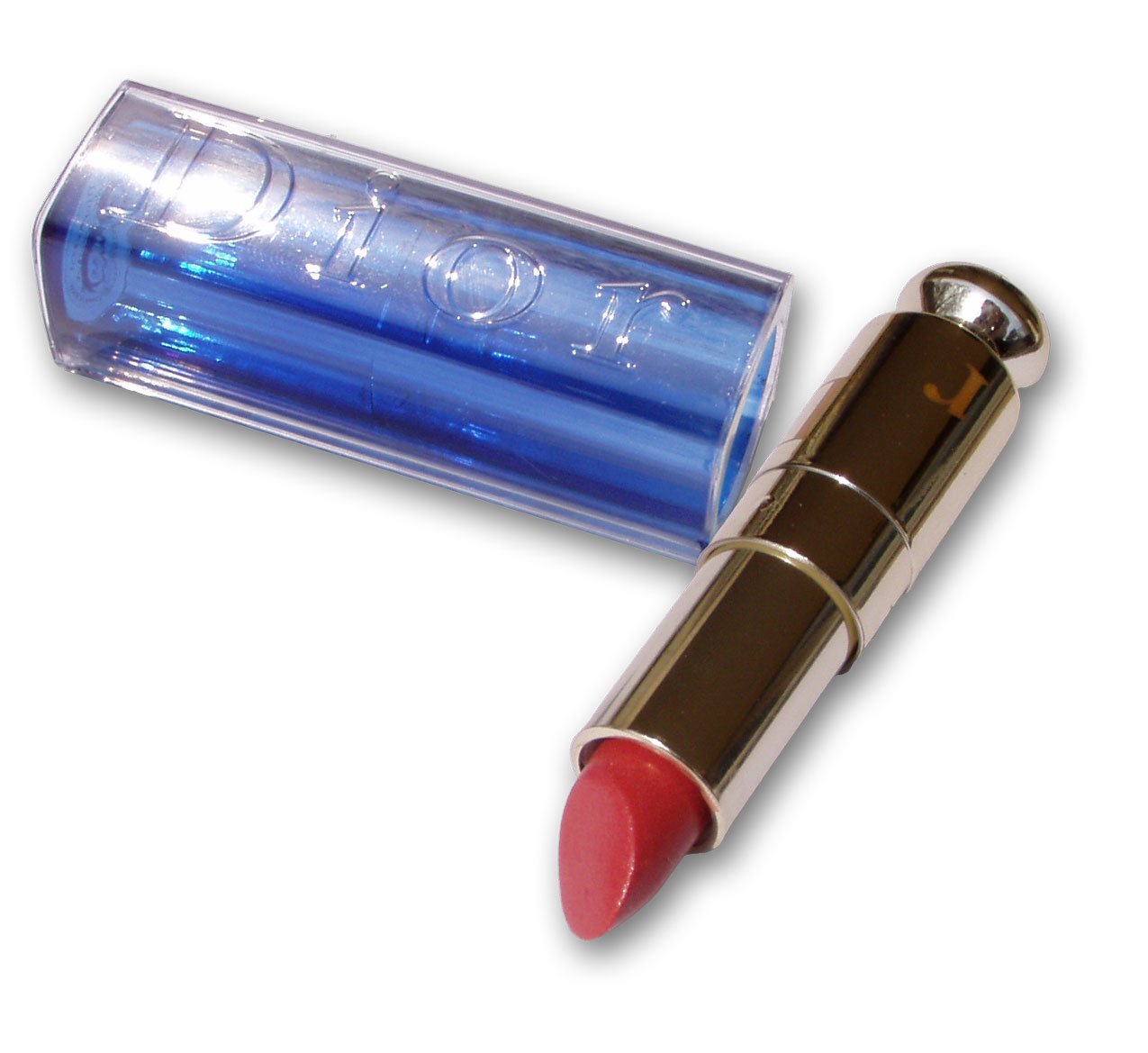
L'industrie française du cosmétique : porte-étendard mondial du luxe hexagonal.

Le luxe (du latin luxuria) est le mode de vie consistant à pratiquer des dépenses somptuaires et superflues, dans le but de s'entourer d'un raffinement fastueux ou par pur goût de l'ostentation, par opposition aux facteurs ne relevant que de la stricte nécessité. Par extension, le luxe désigne également tous les éléments et pratiques permettant de parvenir à ce niveau de vie. L'aspect d'inutilité du luxe est à la base de l'expression « C'est du luxe ! », familière dans son utilisation pour qualifier quelque chose de superflu. Un produit de luxe désigne un produit d'une très grande qualité, raffiné, coûteux et rare, même si de nos jours les frontières du luxe sont tenues volontairement floues par les entreprises commercialisant produits et prestations.

## Histoire du luxe

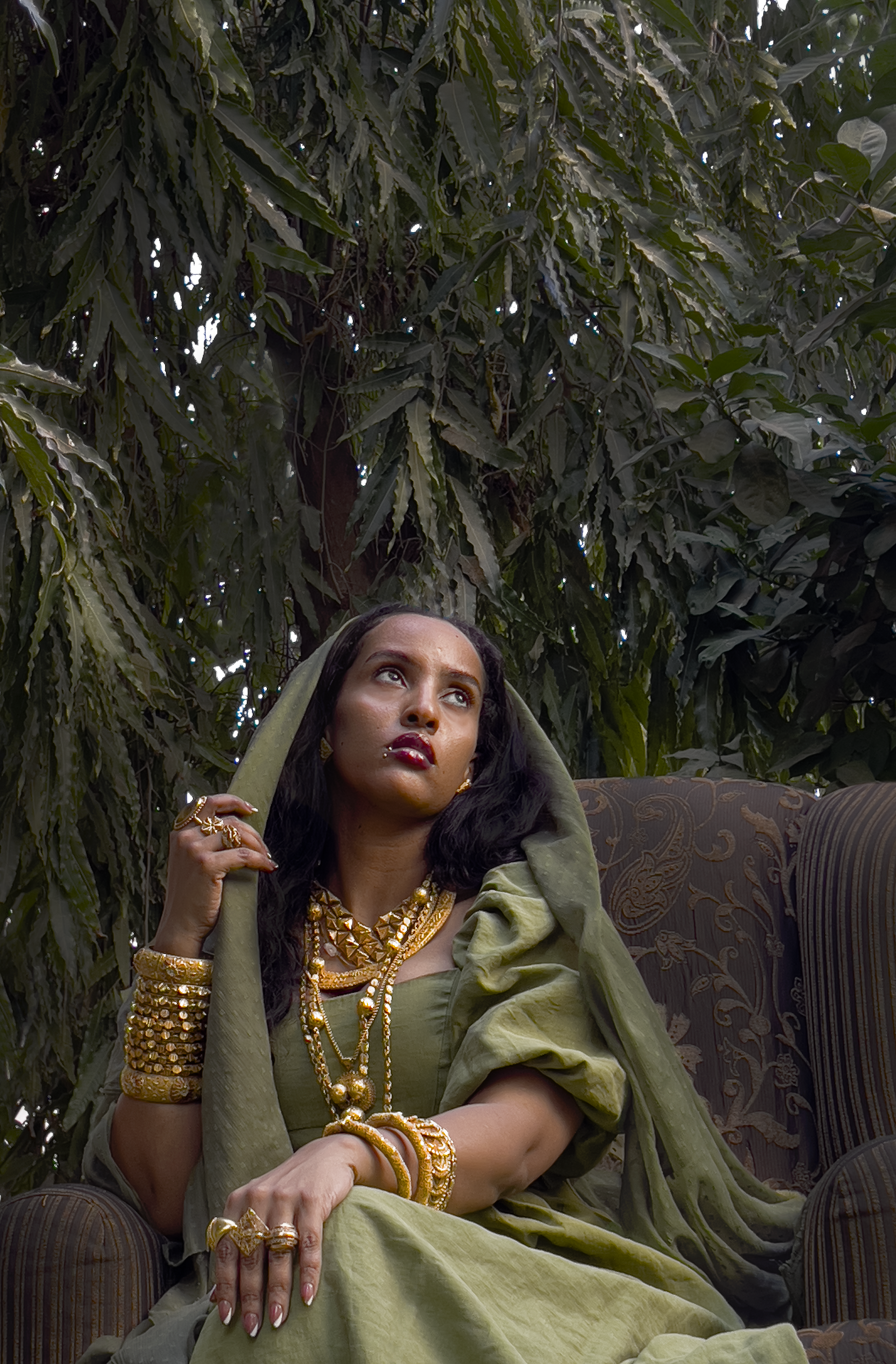
Parure ostentatoire au Soudan, en 2022.

Selon le dictionnaire Larousse le luxe est le « caractère de ce qui est coûteux, raffiné, somptueux ». Gilles Lipovetsky, un philosophe français, défend que « Longtemps, il n’y a eu qu’un seul luxe, celui de l’ostentation et du prestige, avec des châteaux et parures qui servaient à marquer son rang. Ce luxe statutaire, inaccessible pour presque tous, existera toujours pour ceux qui veulent afficher leur réussite. » Mais que cette définition unique du luxe ne tient plus dans les sociétés modernes. L'anthropologue Nicolas Chemla affirme « Le luxe est une démesure qui fait dire qu’il n’est pas seulement beau, mais sublime. Il fait basculer l’homme dans le registre des passions. »[source insuffisante]. Le sociologue Frédéric Monneyron défend que « Le luxe est un reflet des évolutions de la société, de ses désirs et ses inquiétudes ». La psychothérapeute Catherine Bronnimann y voit un marqueur de classe sociale, ceux ayant les moyens économiques de se procurer et de porter des produits le faisant afin de combler un "désir d’appartenance à une classe"[source insuffisante].
Le luxe véritable n'apparaît généralement pas dans une seule forme ou réalisation et s'accorde mieux avec une certaine profusion semblant si possible illimitée. Le luxe est donc naturellement associé à la richesse qui permet des investissements qui visent le pur agrément et non le profit. Dans le luxe, l'abondance s'associe au superflu pour conférer un sentiment de grande aisance matérielle et de raffinement du goût. Au XVIIIe siècle, cette sensation particulière a été fixée par Voltaire dans une formule un rien paradoxale : « Le superflu, chose très nécessaire ». Hormis certaines publications strictement économiques, comme celles de Boisguillebert et de Vauban, les écrits de Voltaire « constituent la première défense française du nouveau modèle de société bourgeoise méritocratique et libérale qui sous-tendait le débat sur le luxe ». La première déclaration importante de Voltaire en faveur d'une nouvelle société commerciale apparaît dans ses Lettres philosophiques de 1734, et découlent de la connaissance antérieure de Voltaire pour les types de sociétés telles qu'elles se sont profilées aux Pays-Bas, et en Angleterre, ainsi que de sa lecture avide du Spectator. Voltaire avance par la suite dans les pas de Jean-François Melon, qui avait publié son Essai politique sur le commerce en 1734. Melon et Voltaire son des disciples de Mandeville : on attribue généralement à Voltaire le mérite d'avoir donné de l'importance au débat sur le luxe en France avec son Mondain de 1736, qui est directement inspiré de La Fable des abeilles de Mandeville. Les Lettres marque également le début d'une forme de défense du luxe propre à Voltaire : l'« apologie du luxe et de l'activité commerciale comme substituts du fanatisme religieux. ».
Pour Mandeville, « Tout ce qui n'est pas absolument nécessaire pour la subsistance de l'Homme, mérite le nom de LUXE ». Dans sa Fable de 1714, il montre que c'est l'orgueil qui pousse les individus à préférer le luxe à une certaine frugalité : la fraude, la vanité et le luxe soutiennent les sociétés prospères ( « Le Commerce (du luxe) est de principal moïen pour agrandir une Nation »). Mandeville explique aussi certaines conséquences du luxe : « Le LUXE fastueux occup(oit)e des millions de Pauvres. » (Remarque L) ; il génère aussi des immondices, « mal nécessaire & inséparable de la félicité » (il parle de Londres où l'on se débarrassait communément des immondices dans la Tamise, fera-t-on « quelque tort à ceux qui gagnent leur vie à de si basses fonctions ? ») . Le type de société mis en évidence par Mandeville est construit sur les passions : les hommes y sont à la fois « desirous » (« désireux ») et « wonderfully greedy » (« merveilleusement avides »). Dans La Fable des abeilles, les abeilles lassées de leur société corrompue (pourtant considérée comme la grande nurserie des Sciences et de l'Industrie) s'en sont remises à quelques divinités, qui les libérant de la fraude, les ont également affranchies du luxe ; cette vie « simple et modérée » a vite amené le déclin de leur essaim, qui baigné par le « Contentement & l’Honnêteté » a fini par gagner le sombre creux d'un arbre où il réside toujours. Pour Mandeville, la simple vertu ne peut faire vivre les nations ; ceux qui voudraient faire revivre un âge d'or, doivent être autant libre, « For Acorns, as for Honesty. » (« pour les glands, que pour l'honnêteté »), une dernière référence à un certain âge d'or où l'humanité nue n'avait qu'à étendre la main pour cueillir sa nourriture aux branches des chênes.
C'est sans doute en Asie que se situe pendant plusieurs siècles l'épicentre de l'idée de luxe, avec ses pierres précieuses, ses laques, ses épices ou la soie, loin de la notion de productivité actuelle. Caton, vers -195, attaque les Romains qui rompent avec la traditionnelle simplicité ou rusticité de leur cité. La condamnation du luxe et l'opposition à Carthage sont des thèmes récurrents de son œuvre (il s'oppose à l'abrogation de la loi Oppia, loi somptuaire qui imposait des limites à l’exhibition du luxe féminin). L'ivoire et le bois de citrus sont, sous sa plume, la partie d'un luxe qui abuse de produits carthaginois trop présents à son goût. Innovation apparemment récente, les pavements subissent la même condamnation ; la maison romaine devait avoir originellement un sol de terre battue et il était somptuaire d'y substituer un pauimentum, l'opus signinum, qui remonte seulement à la fin du IIe siècle. Les fouilles réalisées à Byrsa montrent, d'autre part, que l'usage de pavements est alors depuis longtemps d'un usage courant à Carthage. Carthage sera détruite par les Romain en -146.
En France, une étape importante dans l’émergence d’une tradition du luxe est le développement de la culture du mûrier pour le ver à soie, sous Henri IV, dans le midi et le centre, même si la fabrication de la soie existait à Lyon depuis la Renaissance,. Une autre étape, à l'époque de Louis XIV et sous l'impulsion de son ministre Jean-Baptiste Colbert, est la constitution des grandes manufactures. Le luxe n'est pas considéré par tous, dans cette France du XVIIIe siècle, comme un stimulant économique : au contraire, il était généralement accusé de nombre de maux comme de s'accroître au détriment des besoins élémentaires des pauvres ou de favoriser la corruption des mœurs, en particulier celles de la jeunesse.
Pour autant, Paris acquiert à cette époque une réputation de « capitale du luxe » même si cette évolution n'est pas du goût de tous : « Que le luxe, croissant tous les jours, commence à devenir un usage onéreux et insoutenable au monde qui l'a inventé, que c'est d'ici [Paris] qu'il se répand dans toute l'Europe… ». Ce développement d’une tradition du luxe en France s’accélère avec l’émergence d’une profession, les marchandes de modes, en contact avec une clientèle intéressée par les mécanismes de l’ostentation et de la séduction, les membres de cette Cour vivant désormais dans l’entourage immédiat du Roi depuis Louis XIV, et se voulant au-dessus des contingences communes. Ces marchandes de modes constituent un rouage déterminant entre les producteurs d’étoffe, les manufacturiers, les couturiers d’une part, et les consommateurs d’autre part. Elles sont à la fois en prise directe avec ces derniers, et donneurs d’ordre des différentes activités concernées. Elles vont diffuser constamment de nouvelles tendances, introduire une variation continuelle des parures, et cristalliser également cette notion de luxe autour de la figure de quelques créateurs, dont la fameuse Rose Bertin. À la veille de la Révolution française, on ne veut plus simplement une robe dans la haute société, on veut du Bertin. Suit, une soixantaine d'années plus tard, sous le Second Empire, la création de marques telles que Cartier, Hermès ou Vuitton. La bourgeoisie a supplanté la noblesse et revendique le droit au luxe. C’est également sous ce Second Empire que Charles Frederick Worth, couturier français d'origine britannique bénéficiant du soutien du régime impérial, lance ce qui va devenir la haute couture, en y associant une dimension de rêve et de mystère.
Bien plus tard, autour de quelques grands couturiers, parfumeurs et industriels, la constitution de grands groupes — souvent familiaux — de l'industrie du luxe se réalise aux environs des années 1990, sur l'héritage historique d'artisans devenus marques de luxe internationales.
La France, « championne mondiale du luxe » concentre d'ailleurs plus de la moitié des quinze marques les plus importantes, qu'elles soient françaises ou appartenant à un groupe national. Les années 2010 voient également se développer d'importantes entreprises du luxe, dans les cosmétiques par exemple, en France,.
Cette tradition du luxe qui s’implante en France et en Europe gagne aussi dès le XIXe siècle le nouveau continent, et notamment les États-Unis. Dans cette société initialement très puritaine, le luxe se conçoit comme une des récompenses du travail, un signe de la réussite dans la compétition, et de l’achèvement du processus de civilisation. Il y est « public », et s’affirme y compris dans les buildings, du Woolworth Building à la Trump Tower. Il est une partie intégrante du projet social américain. Il repousse les frontières de la consommation, comme la conquête de l'Ouest a repoussé les frontières du pays, et il s’exprime dans un « goût américain » qui rejette l’entassement hétéroclite des styles et des époques de l’Ancien Monde.
En Asie, dans un pays tel que le Japon, le luxe a été longtemps, comme en France, le privilège de l’aristocratie. Puis avec l’ouverture à l’Occident, et surtout la défaite de 1945 suivi d’un spectaculaire redressement du pays qui devient l’une des grandes puissances économiques du monde, la consommation de produits de luxe est devenue preuve du succès. Certaines marques occidentales deviennent des marqueurs de la réussite. Une nouvelle culture du luxe y est cependant en train d’y émerger au XXIe siècle, prenant davantage de distance avec l’Occident, pour affirmer son identité propre. En Chine, l’attrait pour le luxe n’est pas tourné vers les siècles passés et un certain « âge d’or » en la matière, mais vers le monde.
Dans le sous-continent indien, l’idée de luxe reste imprégnée de la riche histoire culturelle de cette contrée, qui a été historiquement au carrefour de différentes civilisations. Deux termes sont associés à cette notion. Le premier, vilas, d’origine sanskrit, évoque le plaisir et l’excès. Le second, aish, d’origine arabe, est lié au plaisir sensuel, au confort, et ouvre sur l’idée de profiter de la vie jusqu’au bout. Aishwarya, qui malgré la ressemblance, n’a pas de lien étymologique avec aish, signifie, en hindi, opulence, ostentation, et est issu d’une racine, ish, évoquant les Dieux. Il n’y a pas d’idée de «péché» associé : le luxe et la fortune sont le résultat de la place tenue dans la société. Mais l’hindouisme exhorte les personnes vivant dans le luxe à savoir s’en dégager temporairement et à en faire bénéficier leur entourage, le vrai sage étant celui qui renonce à tout. L’Inde a également hérité de l’empire moghol le goût de la mise en scène somptueuse du pouvoir.

## Poids économique des entreprises du luxe
Le luxe s'exprime dans tous les domaines où le plaisir importe, puisqu'il y contribue par un registre particulier et quelquefois le constitue presque entièrement, particulièrement pour ceux qui ont le goût du luxe. Ainsi, le luxe peut-il participer à un type de bonheur et être subjectivement vécu sous des apparences fort modestes. Comme l'écrit en 1751 Denis Diderot dans l'article « Luxe » de l'Encyclopédie : « Sans un immense superflu, chaque condition se croit misérable »,. Un produit de luxe représente avant tout un label de qualité : l'acheteur sait par avance qu'il a été produit grâce à un savoir-faire au sommet de l'« état de l'art » d'une profession et est donc prêt à payer la qualité d'un tel produit.
Le luxe favorise la créativité et l'innovation technique, il stimule les multiples secteurs d'activité qui peuvent conforter tout « consommateur » dans le sentiment qu'il jouit d'une certaine aisance et d'un certain goût. De plus, quand le luxe, quoique toujours un peu élitiste et exceptionnel, peut se concilier avec les séductions de la mode, il incite à des achats de renouvellement qui peuvent ne plus correspondre à aucun besoin réel mais s'avérer très favorables au commerce, voire à une approche de type obsolescence programmée. Dès le XIXe siècle, chez les joailliers anglais par exemple, une partie de l'industrie du luxe s'est orientée vers la diffusion massive de produits pour le grand public. C'est également le cas de nombre de stylistes aux États-Unis ayant choisi une diffusion plus large, mais luxueuse, de leurs créations vestimentaires, au contraire des restrictives maisons de couture parisiennes, investissant par là un segment premium ou masstige (en).
De nos jours, le luxe reste un domaine dynamique en pleine croissance où l'Europe domine avec suprématie. Avec la constitution des grosses entités vers la fin du XXe siècle, le luxe connait une progression moyenne annuelle de 5 % par an depuis plus de trois décennies pour atteindre un chiffre d'affaires mondial de 850 milliards de dollars. Mais le luxe ne se résume pas à la création de vêtements de haute couture, même si cette création en reste l'archétype. Il touche de nombreux autres domaines variés comme l'hôtellerie, les voyages ou encore la gastronomie et le vin,,. Car au-delà de l'appropriation d'un bien, « ce qu'on achète dorénavant c'est un style de vie […] On est à l'affût de l'inattendu, du mythique, de l'expérientiel de haute qualité » complète Marc Abélès.
L'Afrique compte également des marques de luxe comme l'entreprise sud-africaine Yswara, fondée en 2012, qui produit des thés, la marque de chocolat bio du Ghana 57 Chocolate, les maroquinier Okapi et Hamethop (Afrique du Sud) ou Zashadu (Nigéria). Le développement du luxe africain et en Afrique est menée par des femmes comme Swaady Martin (thé), Leticia N'Cho Traoré (conciergerie) ou Rosette Rugamba (tourisme). En 2018 le marché africain du luxe est évalué à 6 milliards de dollars. Selon Stéphane Truchi de l'IFOP, le continent est « l'une des régions les plus stratégiques au monde » pour le marché du luxe.
Selon l’économiste américain William Baumol, l’industrie du luxe est une industrie progressive car les changements “technologiques et organisationnels qu’elle adopte [...] ne touchent pas à l’identité de cette industrie“.
Depuis les années 2000, des entreprises proposent des téléphones de luxe, couverts de pierres précieuses ou de métaux rares, qui peuvent se vendre plusieurs centaines de milliers de dollars,. Selon le cabinet Mc Kinsey & Company, 40 % de la production mondiale des produits de luxe sort dans des ateliers italiens.
La pandémie de Covid-19 frappe durement le secteur du luxe. Franck Delpal, économiste à l'Institut Français de la Mode, évalue une baisse mondiale du chiffre d'affaires du secteur d'environ 20%. D'autres prévisions font état d'une baisse de 25 à 45% au niveau mondial mais d'une hausse de 20 à 30% en Chine.
Finalement, le marché recule 36% en Europe, de 27% en Amérique, 24% au Japon, 35 en Asie hors Japon et Chine. Au niveau mondial, le recul est de 23%.

## Luxe et mode
Le luxe et la mode sont deux univers distincts de la vie socio-économique, et pourtant peuvent être confondus. Les phénomènes de modes ont été longtemps cantonnés aux classes sociales les plus aisées, et pour cette raison associés au luxe. Mais le rapport au temps est différent. La mode, par nature, joue du changement, et des ruptures, là les marques de luxe s’imposent une continuité stylistique, veulent incarner une tradition et rêvent d’intemporalité. La mode, autre que la haute couture, s'appuie désormais sur une industrialisation des processus de production pour s’adresser au plus grand nombre, là où le luxe souhaite le plus souvent maintenir des pratiques de production plus artisanales, associées à une rareté du produit,.
Pour autant, les objets de luxe ne peuvent échapper à l’évolution sociale et aux changements des modes de consommation. Mieux encore, les marques de luxe peuvent chercher à mettre à contribution les leviers de la mode pour « rester sous les feux de la rampe », redynamiser régulièrement leur image, et préparer l’avenir de leurs produits. Ce distinguo entre le monde du luxe et le monde de la mode, et les passerelles entre ces deux univers, sont illustrés par exemple par les propos en 2019 de Michael Burke, PDG de Louis Vuitton, sur l’activité joaillerie de son groupe et une nouvelle collection conçue par Francesca Amfitheatrof : « Nous sommes une marque de luxe qui fait de la mode, pas l’inverse. La joaillerie doit survivre aux tendances, assurer une certaine continuité ».

## Luxe et art, l'artketing
Le luxe et l'art ont en commun des mécanismes de séduction, notamment l'effet Veblen : le prix élevé d'un produit peut le rendre plus désirable, et le faire entrer dans le monde du luxe, ou de l'art. Le consommateur a besoin de se sentir un esthète dans une boutique de luxe. C'est, d'une certaine façon, la « transfiguration du banal » d'Arthur Danto. Durant le XXe siècle, les entreprises de luxe ont investi dans l'art, notamment aux États-Unis, en France et en Italie, par le mécénat, l'événementiel et le financement de lieux d'exposition. « Pour les maisons de luxe, la culture est le premier domaine choisi pour le mécénat, car elle véhicule des valeurs communes comme la beauté, l'excellence, la rareté », peut ainsi affirmer la directrice de communication de l'Admical. La création de fondation, par Cartier, Prada, Louis Vuitton, et d'autres s'inscrit dans cette même logique. De même que l'implantation d'un musée au milieu de 250 boutiques de luxe à Hong Kong, le K11 Musea au sein du K11, dans The Masterpiece.

## Stratégies des entreprises du luxe

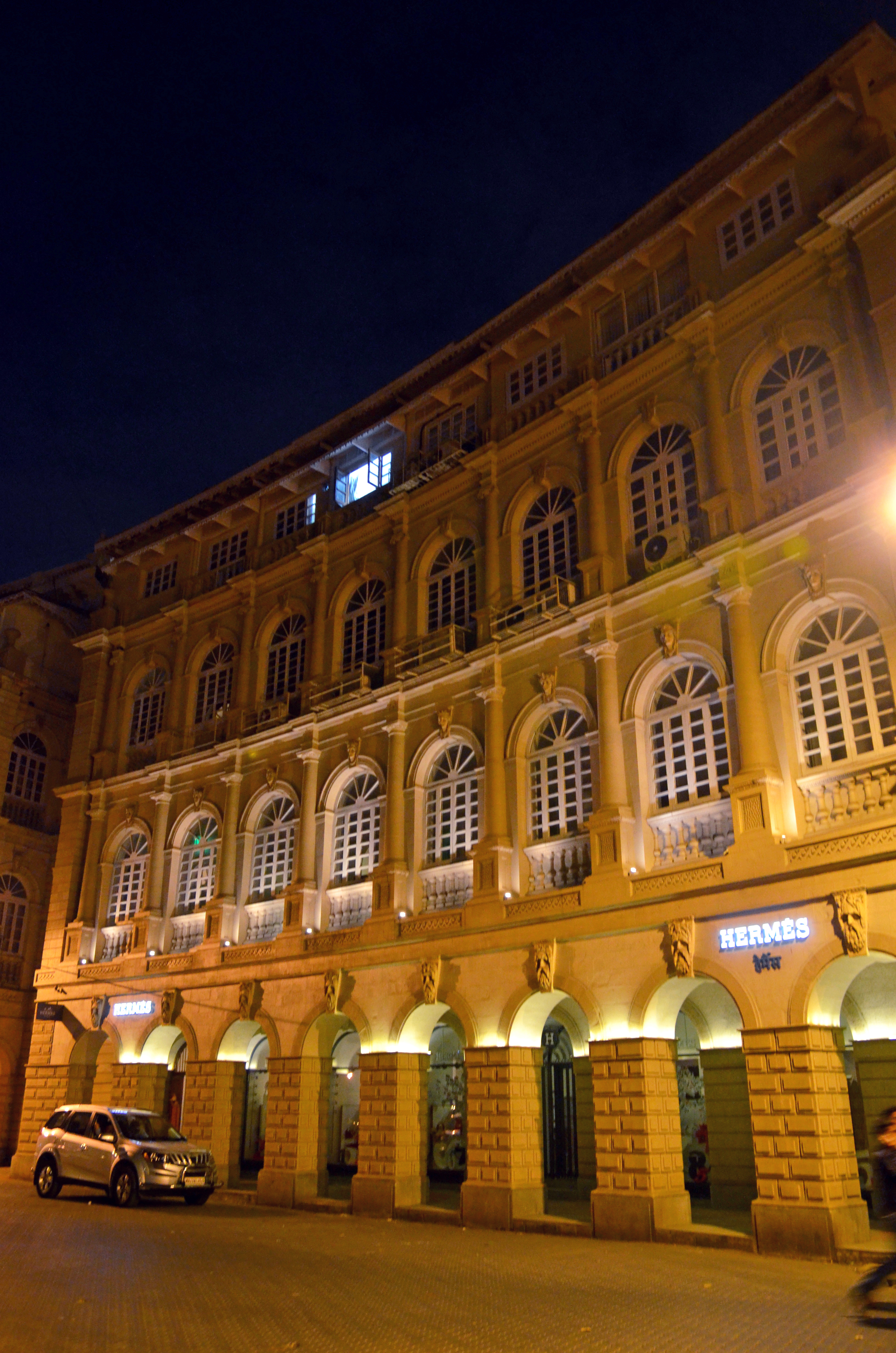
Magasin Hermès à Bombay (2012).

Dans la logique du marketing de luxe, la définition du luxe doit rester floue : seuls la publicité ou le merchandising des marques imposent leur conception du luxe, afin de pouvoir regrouper sous cette dénomination nombre de produits n'ayant parfois aucun point commun ; le marketing de luxe doit convaincre que le produit appartient à ce domaine, que ce soit par de larges dépenses dans des campagnes internationales ou par l'implantation d'un réseau de distribution très sélectif. Pour cela, les entreprises du luxe exploitent diverses techniques issues du « marketing du rêve » (dreamketing en anglais) afin de développer un univers dit luxueux autour de marchandises émanant d'origines diverses, le tout avec une obsolescence programmée afin de favoriser un désir permanent et un renouvellement perpétuel. La « désirabilité » reste d'ailleurs un élément clef nécessaire voire indispensable du luxe. La notion de luxe fait ainsi le grand écart entre le plus cher des produits et un simple flacon de parfum griffé d'un nom prestigieux.
Par leurs actions de communications ainsi que le poids qu'elles imposent aux médias,, les marques de luxe ont abrogé les frontières qui contingentaient le luxe : plusieurs décennies auparavant, chaque entreprise dite « de luxe » possédait un quasi-monopole sur son domaine respectif : Louis Vuitton était un malletier, Hermès un maroquinier-sellier, Dior une maison de couture… de nos jours, les univers se mélangent : Vuitton fait du prêt-à-porter, Hermès habille les hommes sur-mesure et Dior est leader dans l'univers du parfum. La diversification et la concurrence compliquent encore à définir le luxe et à déclencher la pulsion d'achat ; de plus, la multiplication de lignes annexes, sous une même marque, entraîne parfois la disparition du positionnement luxe. Certaines entreprises, par cette vulgarisation de leur nom dans les produits les plus divers, s'y sont perdues, à l'image d'un Pierre Cardin vendant des stylos ou de la marque Yves Saint Laurent sur des cigarettes : côtoyer le commerce de masse en descendant de gamme revient à quitter le luxe. « Les enseignes doivent à la fois surfer sur cette folle croissance tout en conservant le même niveau de qualité. » La cohérence de l'ensemble de ces offres diverses, si elles souhaitent être perçues comme appartenant au luxe, s'impose donc en premier lieu par une exigence forte de cette qualité.
Outre cette notion qualitative émanant d'un travail particulier parfois manuel, le « savoir-faire », le luxe se définit également par une question de rareté, de frustration à ne pas posséder, mais également de prix ; celui-ci doit être élevé : une marchandise de luxe ne peut, dans sa nature, éviter de « signifier qu’elle vaut cher. » Malgré tout, le « positionnement prix » du produit est un choix important devant rester en adéquation avec l'image de l'entreprise et sa clientèle ; cette clientèle définit elle aussi la notion : Nicolas Hayek précise que « le luxe est identifié par celui qui le porte » et Marc Abélès affirme que ce n'est « rien d'autre que l'exhibition par l'élite de son statut supérieur ». Catherine Bronnimann est sur les mêmes positions et souligne que « Le luxe tel qu’on le connaît est d’abord un désir d’appartenance à une classe. ».
Un nouveau point d'attention des industries du luxe, attentives aux critiques à leur égard, et à l'évolution des sociétés, est constitué par les préoccupations éthiques, écologiques et de développement durable. Hermès ou LVMH, par exemple, ont été ainsi pris à partie sur l'utilisation de la fourrure et la maltraitance des animaux, par l'association People for the Ethical Treatment of Animals (PETA),,. Le sujet du cruelty-free, ou des composants naturels, sans parabène ou sans substances animales prend également de l'importance dans le domaine des cosmétiques, et surtout dans les critères de choix des nouvelles générations de consommateurs. Autre exemple, dans la joaillerie, après des pionniers en la matière tels que Jewellery Ethically Minded (JEM), le joaillier suisse Chopard fait le choix, sur ses approvisionnements d'or, de s'obliger à une traçabilité et de privilégier des extractions de cette matière précieuse qui soient certifié Fairmined. François-Henri Pinault, patron de Kering, annonce également que ses entreprises de joaillerie vont progressivement utiliser de l'« or éthique » certifié par Chain of Custody du RJC, Fairmined ou Fairtrade.
Afin de maintenir leurs approvisionnements, leur indépendance face aux façonniers, la qualité des produits lors de la fabrication, puis le niveau de marge au moment de la vente, les groupes du luxe ont rapidement évolué vers un modèle d'intégration verticale jusqu'au réseau de distribution ; si ce modèle n'est pas applicable uniformément à tous les produits, il est plus particulièrement adapté à la maroquinerie. L'intégration verticale permet également, en sécurisant de façon exclusive toute la chaîne, de minimiser la liberté pour un concurrent de s'intégrer dans un domaine donné : ainsi par exemple, en achetant des tanneries, les fabricants de sacs interdisent la fournitures de la matière première à d'autres entreprises. C'est également le cas des points de vente que les entreprises de luxe possèdent en propre et qui commercent au détriment du multi-marque plus concurrentiel. Ainsi, le luxe montre plusieurs barrières freinant l'entrée de nouveaux intervenants, permettant aussi de maintenir une certaine « rareté » des produits, principe de ce domaine. Le souhait de contrôle de l'ensemble de la chaine reste une démarche relativement récente loin du principe des licences qui prévaut lors de la seconde moitié du XXe siècle.

## Numérisation du commerce du luxe
Le luxe se tourne désormais vers le commerce en ligne ; à l'image du groupe français Chanel qui a lancé son site dans 13 nouveaux pays, mais aussi par exemple de Kering ou LVMH. Par contre, la marque Chanel n’y propose pas par exemple ses tailleurs ni ses sacs à main, entendant pour l’instant réserver ces produits à ses boutiques, pour privilégier le contact client. Au sein de LVMH, le lancement de la marque Fenty, avec la chanteuse Rihanna, est significatif. Cette marque de mode s’appuie sur une distribution atypique : des boutiques éphémères sont bien ouvertes à Paris et New York pour la visibilité de la collection, mais un site de vente en ligne permet d’acheter et de livrer les produits partout.
Pour le cabinet de conseil en stratégie Bain, le Web devrait représenter un quart des ventes de produits de luxe en 2025 contre environ 10 % aujourd’hui. « En Chine, le Net, c’est déjà 35 % des ventes de produits de luxe », précise Sébastien Badault, directeur général d’Alibaba en France.
Selon le cabinet Bain & Company, les ventes en ligne représentent 10% des ventes de produits de luxe en 2019. Ce chiffre pourrait atteindre 25% en 2035. La crise de la Covid-19 devrait accélérer cette transition.
Les entreprises de ce secteur du luxe envisagent l’utilisation de la blockchain pour mieux protéger la propriété intellectuelle des créateurs, et lutter contre les contrefaçons,.

## Formations
Il existe en France de nombreuses formations spécifiques au luxe, que ce soient des écoles de commerce ou des écoles d'ingénieurs proposant des masters d'un an ou des écoles spécialisées, dans les domaines du design de mode, de gemmologie / joaillerie, ou de parfumerie, ainsi que dans les filières artisanales et industrielles. En 2012, est lancée l'opération « Trans Faire », par la Fédération mode du Grand Ouest, en partenariat avec l'État et OPCALIA Textiles, dont la finalité est de sauvegarder et de transmettre des savoir-faire des sociétés œuvrant dans le secteur du luxe. En fait, ce secteur offre des débouchés pour une grande palette de formations, avec des emplois en studio de création, en bureau d'études, en atelier, en production et dans le commerce.
Les cursus destinés aux créateurs font désormais l'objet d'une concurrence internationale. Ceci a conduit par exemple le gouvernement français à créer le diplôme national des métiers d’arts et du design. Cette concurrence a également suscité des associations entre organismes formateurs pour renforcer leur notoriété respective. Face à la Central Saint Martins de Londres et à l'Académie royale des beaux-arts d'Anvers, sur le Vieux Continent, l'Institut français de la mode s'est ainsi rapproché en 2019 de l'École de la chambre syndicale de la couture parisienne. Un peu avant, dès 2017, l'École nationale supérieure des arts décoratifs de Paris, les Mines ParisTech, et l'université Paris Dauphine se sont unies pour fonder l'École nationale de mode et matière (EnaMoMa) Paris Fashion School.